# Казаманс (річка)
Казама́нс (фр. Cazamance) — річка в Західній Африці, що протікає на півдні Сенегалу.
Довжина річки — близько 320 км. Береги дельти покриті мангровими лісами. Протягом 130 км від гирла є судноплавною. Казаманс є головною рікою в південній частині Сенегалу. На річці розташовані два регіони, які також відомі під загальною назвою Казаманс. Існує паром в Зігіншор, одному з найважливіших міст на річці.

## Історія
Гирла річки Казаманс досягнув, можливо, португальський мандрівник Алвару Фернандіш під час свого останнього плавання в 1446 році.
Безумовно досягнув річки в 1456 році генуезький капітан Альвізе Кадамосто, який дав їй назву за іменем місцевого манси (вождя) Кази-мансу, правителя нині вимерлого народу з етнічної групи Baïnouks.
Обидва капітани досліджували західноафриканське узбережжя за наказом португальського принца Енріке Мореплавця на початковому етапі португальських географічних досліджень і більш загально — Доби великих географічних відкриттів.